# Tuta atriplicella
Tuta atriplicella är en fjärilsart som beskrevs av Jean-Jacques Kieffer och Peter Jörgensen 1910. Tuta atriplicella ingår i släktet Tuta och familjen stävmalar, Gelechiidae. Inga underarter finns listade i Catalogue of Life.